# Futbol'nyj Klub Spartak-Alanija Vladikavkaz 2003
Questa voce raccoglie le informazioni riguardanti il Futbol'nyj Klub Spartak-Alanija Vladikavkaz nelle competizioni ufficiali della stagione 2003. Il club portò questo nome per la prima volta dal 1995; tornò al nome di Alanija già dall'anno successivo

## Stagione
La squadra non ebbe particolari acuti: in campionato finì tredicesima, lontana dalla zona Europa e abbastanza tranquilla rispetto al discorso salvezza. In Coppa dopo aver eliminato il Metallurg Lipeck, fu eliminato dallo Šinnik. A metà stagione il club cambiò ben quattro allenatori: cominciò la stagione con Dzodzuashvili che guidò la squadra fino a giugno, poi dopo appena dieci giorni con Janovskij, fu scelto Chudiev che allenò la squadra per appena tre settimane; ad allenare fino a fine stagione fu richiamato Tedeev, già alla guida del team nella seconda metà della stagione precedente.

## Rosa
| N. |                     | Ruolo | Calciatore           |
| -- | ------------------- | ----- | -------------------- |
|    | Russia (bandiera)   | C     | Georgij Bazaev       |
|    | Russia (bandiera)   | D     | Alan Agaev           |
|    | Russia (bandiera)   | D     | Artur Pagaev         |
|    | Serbia (bandiera)   | D     | Ivan Jevič           |
|    | Russia (bandiera)   | C     | Tamerlan Varziev     |
|    | Lettonia (bandiera) | A     | Mihails Miholaps     |
|    | Lituania (bandiera) | D     | Nerijus Barasa       |
|    | Georgia (bandiera)  | C     | Zurab Menteshashvili |
|    | Georgia (bandiera)  | A     | Michail Ašvetija     |
|    | Russia (bandiera)   | C     | Robert Bitarov       |
|    | Russia (bandiera)   | A     | Georgij Bociev       |
|    | Brasile (bandiera)  | D     | Vanderlei            |

| N. |                        | Ruolo | Calciatore       |
| -- | ---------------------- | ----- | ---------------- |
|    | Bielorussia (bandiera) | C     | Vasil' Baranaŭ   |
|    | Russia (bandiera)      | P     | Dmitrij Gončarov |
|    | Armenia (bandiera)     | C     | Albert Sarkisyan |
|    | Russia (bandiera)      | C     | Vitalij Čočiev   |
|    | Russia (bandiera)      | C     | Al'bert Doguzov  |
|    | Russia (bandiera)      | C     | Jurij Drozdov    |
|    | Russia (bandiera)      | D     | Ėduard Gikaev    |
|    | Russia (bandiera)      | C     | Vadim Chinčagov  |
|    | Russia (bandiera)      | P     | Dmitrij Chomič   |
|    | Russia (bandiera)      | A     | Tamerlan Sikoev  |
|    | Moldavia (bandiera)    | A     | Serghei Dadu     |
|    | Uzbekistan (bandiera)  | C     | Mirjalol Qosimov |

## Risultati

### Campionato
| Vladikavkaz 16 marzo 2003 1ª giornata | Spartak-Alanija Vladikavkaz | 0 – 1 referto | Dinamo Mosca | Respublikanskij stadion Spartak |

| Mosca 23 marzo 2003 2ª giornata | Spartak Mosca | 1 – 2 referto | Spartak-Alanija Vladikavkaz | Stadio Ėduard Strel'cov |

| Vladikavkaz 6 aprile 2003 3ª giornata | Spartak-Alanija Vladikavkaz | 1 – 0 referto | Rotor | Respublikanskij stadion Spartak |

| Kazan' 12 aprile 2003 4ª giornata | Rubin | 4 – 0 referto | Spartak-Alanija Vladikavkaz | Stadio Centrale di Kazan' |

| Vladikavkaz 19 aprile 2003 5ª giornata | Spartak-Alanija Vladikavkaz | 3 – 2 referto | Lokomotiv Mosca | Respublikanskij stadion Spartak |

| Rostov sul Don 23 aprile 2003 6ª giornata | Rostov | 3 – 1 referto | Spartak-Alanija Vladikavkaz | Stadio Olimp-2 |

| Vladikavkaz 4 maggio 2003 7ª giornata | Spartak-Alanija Vladikavkaz | 1 – 0 referto | Saturn-REN TV | Respublikanskij stadion Spartak |

| Novorossijsk 10 maggio 2003 8ª giornata | Gekris Novorossijsk | 3 – 0 referto | Spartak-Alanija Vladikavkaz | Stadio Centrale di Kazan' |

| Vladikavkaz 18 maggio 2003 9ª giornata | Spartak-Alanija Vladikavkaz | 0 – 1 referto | CSKA Mosca | Respublikanskij stadion Spartak |

| Samara 25 maggio 2003 10ª giornata | Kryl'ja Sovetov Samara | 3 – 0 referto | Spartak-Alanija Vladikavkaz | Stadio Metallurg (Samara) |

| Mosca 1º giugno 2003 11ª giornata | Torpedo-Metallurg | 3 – 1 referto | Spartak-Alanija Vladikavkaz | Stadio Ėduard Strel'cov |

| Vladikavkaz 11 giugno 2003 12ª giornata | Spartak-Alanija Vladikavkaz | 0 – 2 referto | Zenit San Pietroburgo | Respublikanskij stadion Spartak |

| Mosca 18 giugno 2003 13ª giornata | Torpedo Mosca | 2 – 0 referto | Spartak-Alanija Vladikavkaz | Stadio Lužniki |

| Vladikavkaz 22 giugno 2003 14ª giornata | Spartak-Alanija Vladikavkaz | 0 – 1 referto | Uralan | Respublikanskij stadion Spartak |

| Jaroslavl' 27 giugno 2003 15ª giornata | Šinnik | 2 – 0 referto | Spartak-Alanija Vladikavkaz | Stadio Šinnik |

| Vladikavkaz 12 luglio 2003 16ª giornata | Spartak-Alanija Vladikavkaz | 0 – 1 referto | Šinnik | Respublikanskij stadion Spartak |

| Ėlista 19 luglio 2003 17ª giornata | Uralan | 2 – 1 referto | Spartak-Alanija Vladikavkaz | Stadio Uralan |

| Vladikavkaz 26 luglio 2003 18ª giornata | Spartak-Alanija Vladikavkaz | 0 – 0 referto | Torpedo Mosca | Respublikanskij stadion Spartak |

| San Pietroburgo 2 agosto 2003 19ª giornata | Zenit San Pietroburgo | 2 – 1 referto | Spartak-Alanija Vladikavkaz | Stadio Petrovskij |

| Mosca 9 agosto 2003 20ª giornata | CSKA Mosca | 3 – 0 referto | Spartak-Alanija Vladikavkaz | Stadio Dinamo |

| Vladikavkaz 16 agosto 2003 21ª giornata | Spartak-Alanija Vladikavkaz | 1 – 1 referto | Kryl'ja Sovetov Samara | Respublikanskij stadion Spartak |

| Vladikavkaz 24 agosto 2003 22ª giornata | Spartak-Alanija Vladikavkaz | 2 – 0 referto | Torpedo-Metallurg | Respublikanskij stadion Spartak |

| Vladikavkaz 31 agosto 2003 23ª giornata | Spartak-Alanija Vladikavkaz | 1 – 0 referto | Gekris Novorossijsk | Respublikanskij stadion Spartak |

| Ramenskoe 13 settembre 2003 24ª giornata | Saturn-REN TV | 2 – 2 referto | Spartak-Alanija Vladikavkaz | Saturn Stadium |

| Vladikavkaz 20 settembre 2003 25ª giornata | Spartak-Alanija Vladikavkaz | 1 – 0 referto | Rostov | Respublikanskij stadion Spartak |

| Mosca 25 settembre 2003 26ª giornata | Lokomotiv Mosca | 2 – 0 referto | Spartak-Alanija Vladikavkaz | Stadio Lokomotiv |

| Vladikavkaz 5 ottobre 2003 27ª giornata | Spartak-Alanija Vladikavkaz | 1 – 0 referto | Rubin | Respublikanskij stadion Spartak |

| Volgograd 18 ottobre 2003 28ª giornata | Rotor | 2 – 1 referto | Spartak-Alanija Vladikavkaz | Stadio Centrale di Kazan' |

| Vladikavkaz 25 ottobre 2003 29ª giornata | Spartak-Alanija Vladikavkaz | 3 – 0 referto | Spartak Mosca | Respublikanskij stadion Spartak |

| Mosca 1º novembre 2003 30ª giornata | Dinamo Mosca | 0 – 0 referto | Spartak-Alanija Vladikavkaz | Stadio Dinamo |

### Coppa di Russia
| Arbitro: | Kajumov (Mosca) |

|               |           |                      |
| Žukovskij 51’ | Marcatori | 5’ Bitarov 87’ Judin |

| Arbitro: | Valerij Matjunin (Mosca) |

|                   |           |               |
| Dadu 4’, 45’, 52’ | Marcatori | 5’ Vekoviščev |

| Arbitro: | Veselovskij (Mosca) |

|            |           |  |
| Barasa 83’ | Marcatori |  |

| Arbitro: | Šavejko (Mosca) |

|                                     |           |  |
| Širko 85’ Vasil'ev 109’ Gelson 120’ | Marcatori |  |